# Jane Seymour (attrice)
Jane Seymour, pseudonimo di Joyce Penelope Wilhelmina Frankenberg (Londra, 15 febbraio 1951), è un'attrice britannica naturalizzata statunitense.
Ha ricevuto dieci candidature al Golden Globe, vincendolo nel 1981 per la sua interpretazione nella miniserie TV La valle dell'Eden e nel 1996 con il ruolo della dottoressa Michaela "Mike" Quinn nella serie TV La signora del West, che la porta al successo. Ha inoltre ricevuto sei candidature al Premio Emmy, vincendolo una sola volta per la miniserie TV Onassis - L'uomo più ricco del mondo.

## Biografia

### Le origini
Jane Seymour è nata ad Uxbridge, nell'allora contea del Middlesex (oggi parte del borgo londinese di Hillingdon), il 15 febbraio 1951, figlia di Benjamin John Frankenberg, un ginecologo ed ostetrico inglese, figlio a sua volta di immigrati polacchi nativi del villaggio di Nowe Trzepowo (confluito oggi nel comune di Stara Biała) e d'origine ebraica, e di Mieke van Tricht, un'infermiera olandese originaria di Deventer - cresciuta però nell'allora Indie orientali olandesi (odierna Indonesia) - e di religione protestante, prigioniera di guerra durante la seconda guerra mondiale. Cresciuta in una famiglia bilingue inglese-olandese, trascorse per motivi di studio un certo periodo della propria giovinezza a Ginevra (in Svizzera), dove imparò il francese. Joyce si diede il nome d'arte di "Jane Seymour" in onore di Jane Seymour, la terza moglie di Enrico VIII, a partire dall'età di 17 anni.

### Carriera di attrice
Ha avuto una lunga carriera sia nel cinema che in televisione, iniziando nel 1969 con un ruolo non accreditato nel film Oh, che bella guerra! di Richard Attenborough. Poco dopo sposò il figlio di Attenborough, Michael Attenborough. Il suo primo ruolo importante fu quello di Lillian Stein, una donna ebrea in cerca di un rifugio dai nazisti con una famiglia cristiana danese nel dramma di guerra Unica via: la fuga (1970).
Dal 1972 al 1973 interpretò il suo primo ruolo importante in TV come Emma Callon nella serie di successo Capitan Onedin. Durante questo periodo apparve come attrice protagonista nella miniserie Frankenstein - Una storia vera e come amante di Winston Churchill, Pamela Plowden, in un altro dei film prodotti dal suocero, Gli anni dell'avventura. Ebbe maggior attenzione internazionale interpretando la Bond girl Solitaire nel film Agente 007 - Vivi e lascia morire (1973).
Seymour divorziò da Michael Attenborough nel 1973. Ebbe ruoli minori in produzioni televisive fino a quando non le fu assegnata la parte della principessa Farah in Sinbad e l'occhio della tigre, la terza parte della trilogia di Ray Harryhausen, Sinbad, nel 1975 (il film non fu reso noto fino al suo completamento nel 1977). Nel 1978 interpretò Serina nel film Battaglie nella galassia, e nei primi due episodi della serie che ne seguì fino a che il personaggio non fu ucciso. Nel 1981 le fu affidato il ruolo di Cathy Ames nella miniserie televisiva La valle dell'Eden. Interpretò anche il ruolo di una reporter sotto copertura nel film Quelle meravigliose ragazze di Dallas.
Nel 1980 ritornò sul grande schermo nella commedia Beniamino segugio celeste, con Chevy Chase, e interpretò Elise McKenna in Ovunque nel tempo, con Christopher Reeve. Apparve nel film Lassiter lo scassinatore (1984), insieme a Tom Selleck.
Nel 1985, la Seymour partecipò al Fashion Aid, un'unica sfilata di moda per raccogliere fondi alla Royal Albert Hall di Londra. L'evento, organizzato da Bob Geldof per raccogliere fondi per la carestia etiope causata dalle politiche del dittatore Menghistu Hailé Mariàm, si concluse con la partecipazione a un finto matrimonio con Freddie Mercury. La Seymour indossava un abito da sposa in pizzo bianco disegnato da David ed Elizabeth Emanuel, che avevano già creato l'abito da sposa della principessa Diana.

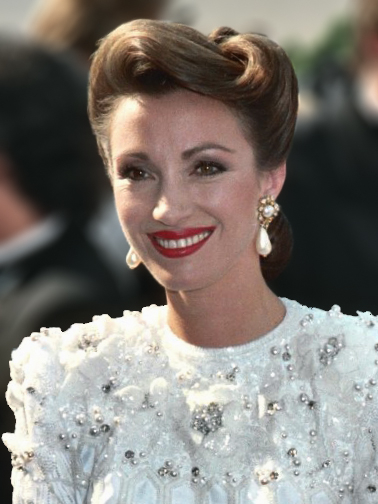
Jane Seymour ai Premi Emmy 1988

Vinse un Emmy Award come miglior attrice protagonista nella miniserie in 12 puntate Ricordi di guerra (1988), in cui interpretò il ruolo di Natalie Henry, un'ebrea americana intrappolata in Europa durante la seconda guerra mondiale. La serie è basata sull'affermato romanzo di Herman Wouk, ed è nota per l'accurata e vivida raffigurazione dell'Olocausto.
Nel 1989, in occasione del 200º anniversario della Rivoluzione francese, la Seymour apparve nella miniserie La rivoluzione francese (girato sia in francese che in inglese), in cui interpretò il ruolo di Maria Antonietta, la regina francese condannata al patibolo; i due figli dell'attrice, Katherine e Sean, interpretarono i figli della regina.
La Seymour continuò la sua carriera con numerosi ruoli sul piccolo schermo, il più noto dei quali è quello della dott.ssa Michaela 'Mike' Quinn nella serie La signora del West e i suoi seguenti film TV (1993-2001), sul set dei quali incontrò il suo quarto marito, l'attore-regista James Keach. Mentre girava la stagione 1996-1997, la Seymour permise al gruppo Rock Britannico dei Radiohead di registrare il loro album OK Computer nella sua villa. Nel 2004 fece parecchie apparizioni nella serie della WB Network Smallville, interpretando Genevieve Teague, la ricca e intrigante madre di Jason Teague (Jensen Ackles). Fece inoltre un'apparizione nella serie Law & Order - Unità vittime speciali.
Jane Seymour ritornò sul grande schermo nel 2005 interpretando Kathleen Cleary, moglie dell'immaginario ministro del Tesoro William Cleary (Christopher Walken), nella commedia 2 single a nozze - Wedding Crashers. Ritornò in televisione nella poco fortunata serie della Warner Bros. Modern Men, andata in onda nella primavera 2006.
Nel capodanno del 2000, fu nominata Ufficiale dell'Ordine dell'Impero Britannico (OBE) dalla regina Elisabetta II. L'anno prima ricevette la sua stella sulla Hollywood Walk of Fame di Los Angeles. Jane è divenuta cittadina americana l'11 febbraio del 2005.
Nel 2006 recitò la parte di una professoressa di diritto in un episodio della sitcom della CBS How I Met Your Mother e interpretò una facoltosa cliente nel legal drama della FOX Justice - Nel nome della legge. Nel 2007 fu ospite nella sitcom del ABC In Case of Emergency - Amici per la pelle, con Lori Loughlin e Jonathan Silverman. È stata una delle concorrenti della quinta stagione del reality show statunitense Dancing with the Stars.
Dal 2007 ha interpretato molti altri ruoli, tra cui quello di Prudence Macintyre in Dear Prudence - Vacanza con delitto e in Perfectly Prudence del 2011. Sempre nel 2011 è apparsa sul grande schermo nella commedia romantica Amore e matrimonio e in Questioni di famiglia.

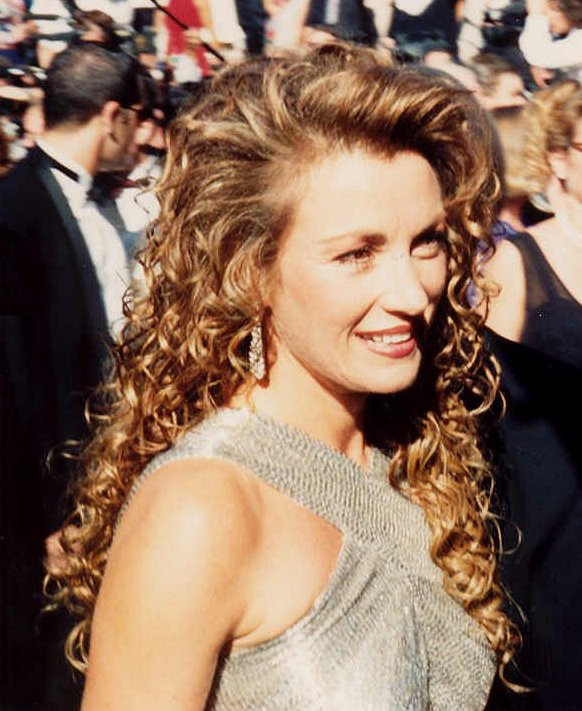
Jane Seymour nel 1994

## Vita privata
Jane Seymour si è sposata quattro volte: dal 1971 al 1973 con il regista Michael Attenborough, poi nel 1977 con Geoffrey Planer, da cui ha divorziato l'anno seguente. Dal 1981 al 1992 è stata sposata con David Flynn, dal quale ha avuto due figli, Katherine (1982) e Sean Michael; nel 1993 ha sposato l'attore James Keach da cui nel 1995 ha avuto due gemelli, John Stacy e Kristopher Steven. La coppia si è separata nel 2013 e ha divorziato nel 2015. Jane Seymour ha una particolarità: gli occhi di colore diverso, caratteristica chiamata eterocromia.

## Filmografia

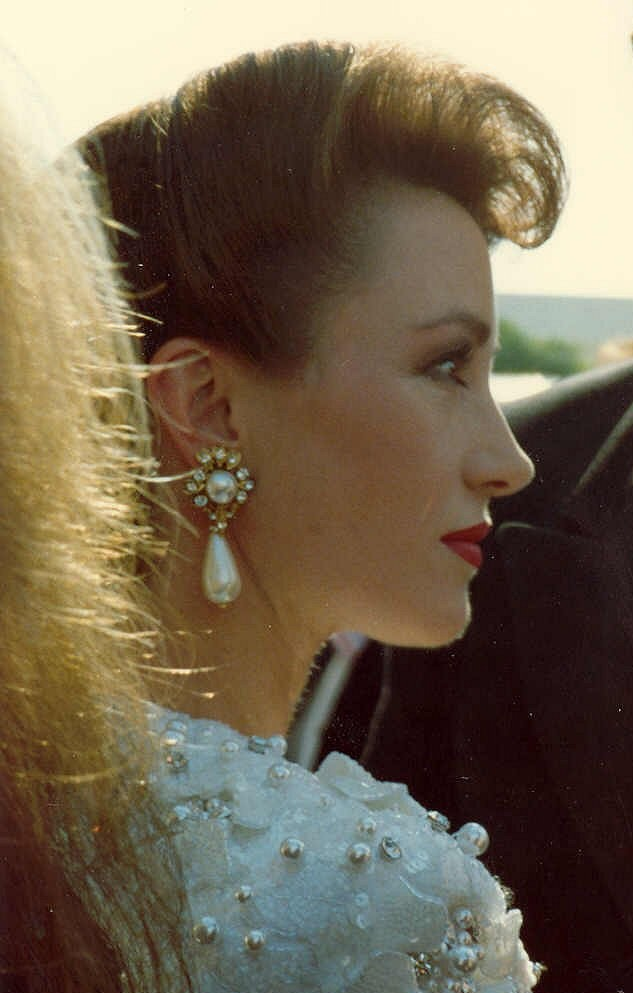
Jane Seymour ai Premi Emmy 1988

### Attrice

#### Cinema
- Oh, che bella guerra! (Oh! What a Lovely War), regia di Richard Attenborough (1969)
- Unica via: la fuga (The Only Way), regia di Bent Christensen (1970)
- Gli anni dell'avventura (Young Winston), regia di Richard Attenborough (1972)
- Agente 007 - Vivi e lascia morire (Live and Let Die), regia di Guy Hamilton (1973)
- Morir... dormir... tal vez soñar, regia di Manuel Mur Oti (1976)
- Sinbad e l'occhio della tigre (Sinbad and the Eye of the Tiger), regia di Sam Wanamaker (1977)
- Battaglie nella galassia (Battlestar Galactica), regia di Richard A. Colla (1978)
- Beniamino segugio celeste (Oh Heavenly Dog), regia di Joe Camp (1980)
- Ovunque nel tempo (Somewhere in Time), regia di Jeannot Szwarc (1980)
- Lassiter lo scassinatore (Lassiter), regia di Roger Young (1984)
- Palle d'acciaio (Head Office), regia di Ken Finkleman (1985)
- Le chiavi della libertà (Keys to Freedom), regia di Steve Feke (1988)
- Il tunnel (El túnel), regia di Antonio Drove (1988)
- L'isola dei cavalli selvaggi (Touching Wild Horses), regia di Eleanor Lindo (2002)
- 2 single a nozze - Wedding Crashers (Wedding Crashers), regia di David Dobkin (2005)
- The Beach Party at the Threshold of Hell, regia di Jonny Gillette e Kevin Wheatley (2006)
- Appuntamento al buio (Blind Dating), regia di James Keach (2006)
- After Sex - Dopo il sesso (After Sex), regia di Eric Amadio (2007)
- Wake, regia di Ellie Kanner (2009)
- Il coniglietto magico (The Velveteen Rabbit), regia di Michael Landon Jr. (2009)
- The Assistants, regia di Steve Morris (2009)
- Amore e matrimonio (Love, Wedding, Marriage), regia di Dermot Mulroney (2011)
- Questioni di famiglia (The Family Tree), regia di Vivi Friedman (2011)
- Freeloaders, regia di Dan Rosen (2012)
- Jake Squared, regia di Howard Goldberg (2013)
- Alla ricerca di Jane (Austenland), regia di Jerusha Hess (2013)
- Disegno d'amore (Love by Design), regia di Michael Damian (2014)
- Cinquanta sbavature di nero (Fifty Shades of Black), regia di Michael Tiddes (2016)
- New York Academy, regia di Michael Damian (2016)
- Becoming Bond, regia di Josh Greenbaum (2017)
- Sandy Wexler, regia di Steven Brill (2017)
- Prega perché piova (Pray for Rain), regia di Alex Ranarivelo (2017)
- The Female Brain, regia di Whitney Cummings (2017)
- È solo l'inizio (Just Getting Started), regia di Ron Shelton (2017)
- Better Start Running, regia di Brett Simon (2018)
- Permettimi di amarti (Mistrust), regia di Shane Stanley (2018)
- Little Italy - Pizza, amore e fantasia (Little Italy), regia di Donald Petrie (2018)
- New York Academy - Freedance (High Strung, Free Dance), regia di Michael Damian (2017)
- Nonno questa volta è guerra (The War with Grandpa), regia di Tim Hill (2020)
- Una famiglia di cuccioli (Puppy Love), regia di Nick Fabiano e Richard Alan Reid (2023)
- Irish Wish - Solo un desiderio (Irish Wish), regia di Janeen Damian (2024)

#### Televisione
- Here Come the Double Deckers! – serie TV, 1 episodio (1970)
- Gli uomini della Raf (The Pathfinders) – serie TV, 1 episodio (1972)
- Tempo di valzer - Storia della famiglia Strauss (The Strauss Family), regia di David Giles e David Reid – miniserie TV (1972)
- Capitan Onedin (The Onedin Line) – serie TV, 10 episodi (1972-1973)
- I misteri di Orson Welles (Great Mysteries) – serie TV, 1 episodio (1973)
- Frankenstein - Una storia vera (Frankenstein: The True Story), regia di Jack Smight – miniserie TV (1973)
- The Best Pair of Legs in the Business, regia di Christopher Hodson – film TV (1974)
- The Hanged Man – serie TV, 1 episodio (1975)
- David e Saul (The Story of David), regia di David Lowell Rich e Alex Segal – miniserie TV (1976)
- Il nostro comune amico (Our Mutual Friend), regia di Peter Hammond – miniserie TV (1976)
- Capitani e Re (Captains and the Kings), regia di Douglas Heyes e Allen Reisner – miniserie TV (1976)
- Benny and Barney: Las Vegas Undercover, regia di Ron Satlof – film TV (1977)
- Uno sceriffo a New York (McCloud) – serie TV, 1 episodio (1977)
- Settima strada (Seventh Avenue), regia di Richard Irving e Russ Mayberry – miniserie TV (1977)
- Killer a bordo (Killer on Board), regia di Philip Leacock – film TV (1977)
- The Four Feathers, regia di Don Sharp – film TV (1978)
- La nuova terra (The Awakening Land), regia di Boris Sagal – miniserie TV (1978)
- Dietro una maschera (Love's Dark Ride), regia di Delbert Mann – film TV (1978)
- Galactica (Battlestar Galactica) – serie TV, 4 episodi (1978)
- Quelle meravigliose ragazze di Dallas (Dallas Cowboys Cheerleaders), regia di Bruce Bilson – film TV (1979)
- La valle dell'Eden (East of Eden), regia di Harvey Hart – miniserie TV (1981)
- BBC2 Playhouse – serie TV, 1 episodio (1981)
- La primula rossa (The Scarlet Pimpernel), regia di Clive Donner – film TV (1982)
- Il fantasma dell'Opera (The Phantom of the Opera), regia di Robert Markowitz – film TV (1983)
- Jamaica Inn, regia di Lawrence Gordon Clark – miniserie TV (1983)
- Passione eterna (The Haunting Passion), regia di John Korty – film TV (1983)
- Lo specchio nero (Dark Mirror), regia di Richard Lang – film TV (1984)
- Il sole sorge ancora (The Sun Also Rises), regia di James Goldstone – miniserie TV (1984)
- Amanti (Obsessed with a Married Woman), regia di Richard Lang – film TV (1985)
- Amanti (Crossings), regia di Karen Arthur – miniserie TV (1986)
- Una corona per Wally (The Woman He Loved), regia di Charles Jarrott – film TV (1988)
- Onassis - L'uomo più ricco del mondo (Onassis: The Richest Man in the World), regia di Waris Hussein – miniserie TV (1988)
- La vera storia di Jack lo Squartatore (Jack the Ripper), regia di David Wickes – miniserie TV (1988)
- La rivoluzione francese (La révolution française), regia di Robert Enrico e Richard T. Heffron – miniserie TV (1989)
- Ricordi di guerra (War and Remembrance), regia di Dan Curtis – miniserie TV (1988)
- Giorno e notte con l'assassino (Angel of Death), regia di Bill L. Norton – film TV (1990)
- Note d'amore (Matters of the Heart), regia di Michael Ray Rhodes – film TV (1990)
- Passion, regia di Will Mackenzie – film TV (1991)
- Memories of Midnight, regia di Gary Nelson – miniserie TV (1991)
- L'omicidio corre sul filo (Are You Lonesome Tonight?), regia di E.W. Swackhamer – film TV (1992)
- Istinto omicida (Sunstroke), regia di James Keach – film TV (1992)
- La signora del West (Dr. Quinn, Medicine Woman) – serie TV, 149 episodi (1993-1998)
- Heidi, regia di Michael Ray Rhodes – miniserie TV (1993)
- Splendida e mortale (Praying Mantis), regia di James Keach – film TV (1993)
- Count on Me, regia di Paul Miller – film TV (1994)
- Il coraggio della verità (A Passion for Justice: The Hazel Brannon Smith Story), regia di James Keach – film TV (1994)
- La tata (The Nanny) – serie TV, 1 episodio (1995)
- California (Knots Landing) – serie TV, 1 episodio (1997)
- Il senso della verità (The Absolute Truth), regia di James Keach – film TV (1997)
- Un detective in corsia (Diagnosis Murder) – serie TV, 1 episodio (1997)
- Avventura nell'oceano (The New Swiss Family Robinson), regia di Stewart Raffill – film TV (1998)
- Teneramente insieme (A Marriage of Convenience), regia di James Keach – film TV (1998)
- Dharma & Greg – serie TV, 1 episodio (1998)
- Senza passato (A Memory in My Heart), regia di Harry Winer – film TV (1999)
- Dr. Quinn - Il film (Dr. Quinn Medicine Woman: The Movie), regia di James Keach – film TV (1999)
- Omicidio allo specchio (Murder in the Mirror), regia di James Keach – film TV (2000)
- Una vita per la libertà (Enslavement: The True Story of Fanny Kemble), regia di James Keach – film TV (2000)
- Il richiamo del passato (Yesterday's Children), regia di Marcus Cole – film TV (2000)
- Blackout, regia di James Keach – film TV (2001)
- La signora del West - Ritorno a Boston (Dr. Quinn, Medicine Woman: The Heart Within), regia di Jerry London – film TV (2001)
- Un cuore nuovo (Heart of a Stranger), regia di Dick Lowry – film TV (2002)
- Law & Order - Unità vittime speciali (Law & Order: Special Victims Unit) – serie TV, 1 episodio (2004)
- Smallville – serie TV, 6 episodi (2004-2005)
- Modern Men – serie TV, 7 episodi (2006)
- How I Met Your Mother – serie TV, 1 episodio (2006)
- Justice - Nel nome della legge (Justice) – serie TV, 1 episodio (2006)
- In Case of Emergency - Amici per la pelle (In Case of Emergency) – serie TV, 3 episodi (2007)
- Miss Marple (Agatha Christie's Marple) – serie TV, episodio 3x02 (2007)
- Dear Prudence - Vacanza con delitto (Dear Prudence), regia di Paul Schneider – film TV (2007)
- My Name Is Earl – serie TV, episodio 4x09 (2008)
- The Quitter Show – serie TV, 3 episodi (2009)
- Perfectly Prudence, regia di Paul Schneider – film TV (2011)
- Castle – serie TV, episodio 3x18 (2011)
- Ritorno al lago (Lake Effects), regia di Michael McKay – film TV (2012)
- Franklin & Bash – serie TV, 4 episodi (2012-2014)
- Keep Calm and Karey On, regia di Gail Mancuso – film TV (2013)
- Ben and Kate – serie TV, 1 episodio (2013)
- Newsreaders – serie TV, 1 episodio (2013)
- Lovestruck - Il musical (The Musical), regia di Sanaa Hamri – film TV (2013)
- Il mondo a colori di Saige (Saige Paints the Sky), regia di Vince Marcello – film TV (2013)
- Men at Work – serie TV, 1 episodio (2014)
- Unknown Heart, regia di Giles Foster – film TV (2014)
- Forever – serie TV, 1 episodio (2014)
- Un Natale regale (A Royal Christmas), regia di Alex Zamm – film TV (2014)
- Jane the Virgin – serie TV, 3 episodi (2015-2016)
- Le avventure di Hooten & the Lady (Hooten and the Lady) – serie TV, 1 episodio (2016)
- His Wives and Daughters – serie TV, 1 episodio (2017)
- Let's Get Physical – serie TV, 8 episodi (2018)
- I Feel Bad – serie TV, 1 episodio (2018)
- Il metodo Kominsky (The Kominsky Method) – serie TV, 5 episodi (2019)
- Harry Wild - La signora del delitto (Harry Wild) – serie TV, 20 episodi (2022-2024)
- The Guardians of Justice – serie TV, 7 episodi (2022)

### Doppiatrice
- La spada magica - Alla ricerca di Camelot (Quest for Camelot), regia di Frederik Du Chau (1998)
- The Voyages of Young Doctor Dolittle – serie TV (2011)
- This One 'n That One – serie TV (2012)

## Doppiatrici italiane
Nelle versioni in italiano delle opere in cui ha recitato, Jane Seymour è stata doppiata da:
- Maria Pia Di Meo in L'isola dei cavalli selvaggi, 2 single a nozze - Wedding Crashers, Appuntamento al buio, La vera storia di Jack lo Squartatore, La signora del West, Il senso della verità, Senza passato, Dr. Quinn - Il film, Omicidio allo specchio, Una vita per la libertà, Blackout, La signora del West - Viaggio a Boston
- Rossella Izzo in Disegno d'amore, Il fantasma dell'opera, Heidi, Un Natale regale, Una famiglia di cuccioli
- Aurora Cancian in Alla ricerca di Jane, Il sole sorge ancora, Smallville, Le avventure di Hooten & the Lady
- Roberta Greganti in New York Academy, New York Academy - Freedance, Irish Wish - Solo un desiderio, Un cuore nuovo
- Alessandra Korompay in Permettimi di amarti, La valle dell'Eden, Franklin & Bash, Jane the Virgin
- Pinella Dragani in Lassiter lo scassinatore, La primula rossa, Onassis - L'uomo più ricco del mondo
- Micaela Esdra in Battaglie nella galassia, Ovunque nel tempo
- Antonella Giannini in Amore e matrimonio, Castle
- Lorenza Biella in Cinquanta sbavature di nero, Tempo di valzer - Storia della famiglia Strauss
- Laura Boccanera in Little Italy - Pizza, amore e fantasia, Men at Work
- Fabrizia Castagnoli in Lo specchio nero, My Name Is Earl
- Valeria Falcinelli in Istinto omicida, Ricordi di guerra (ridoppiaggio)
- Marina Tagliaferri in Dear Prudence - Vacanza con delitto, Il metodo Kominsky
- Melina Martello in Sandy Wexler, Nonno questa volta è guerra
- Fiorella Betti in Agente 007 - Vivi e lascia morire
- Vittoria Febbi in Sinbad e l'occhio della tigre
- Angiola Baggi in Beniamino segugio celeste
- Isabella Pasanisi in Palle d'acciaio
- Carmen Onorati in Le chiavi della libertà
- Paila Pavese in Una corona per Wally
- Roberta Paladini in La rivoluzione francese
- Stefania Giacarelli in Ricordi di guerra
- Maria Teresa Letizia in Note d'amore
- Monica Gravina in L'omicidio corre sul filo
- Rosetta Salata in Splendida e mortale
- Eleonora De Angelis in Dharma & Greg
- Vanna Busoni in Law & Order - Unità vittime speciali
- Loredana Nicosia in How I Met Your Mother
- Roberta Pellini in Justice - Nel nome della legge
- Daniela Nobili in Miss Marple
- Stefanella Marrama in Ritorno al lago
- Rita Savagnone in Forever
- Monica Pariante in Harry Wild - La signora del delitto
- Marina Thovez in The Guardians of Justice

Da doppiatrice è sostituita da:
- Roberta Greganti in La spada magica - Alla ricerca di Camelot